# VTA Light Rail

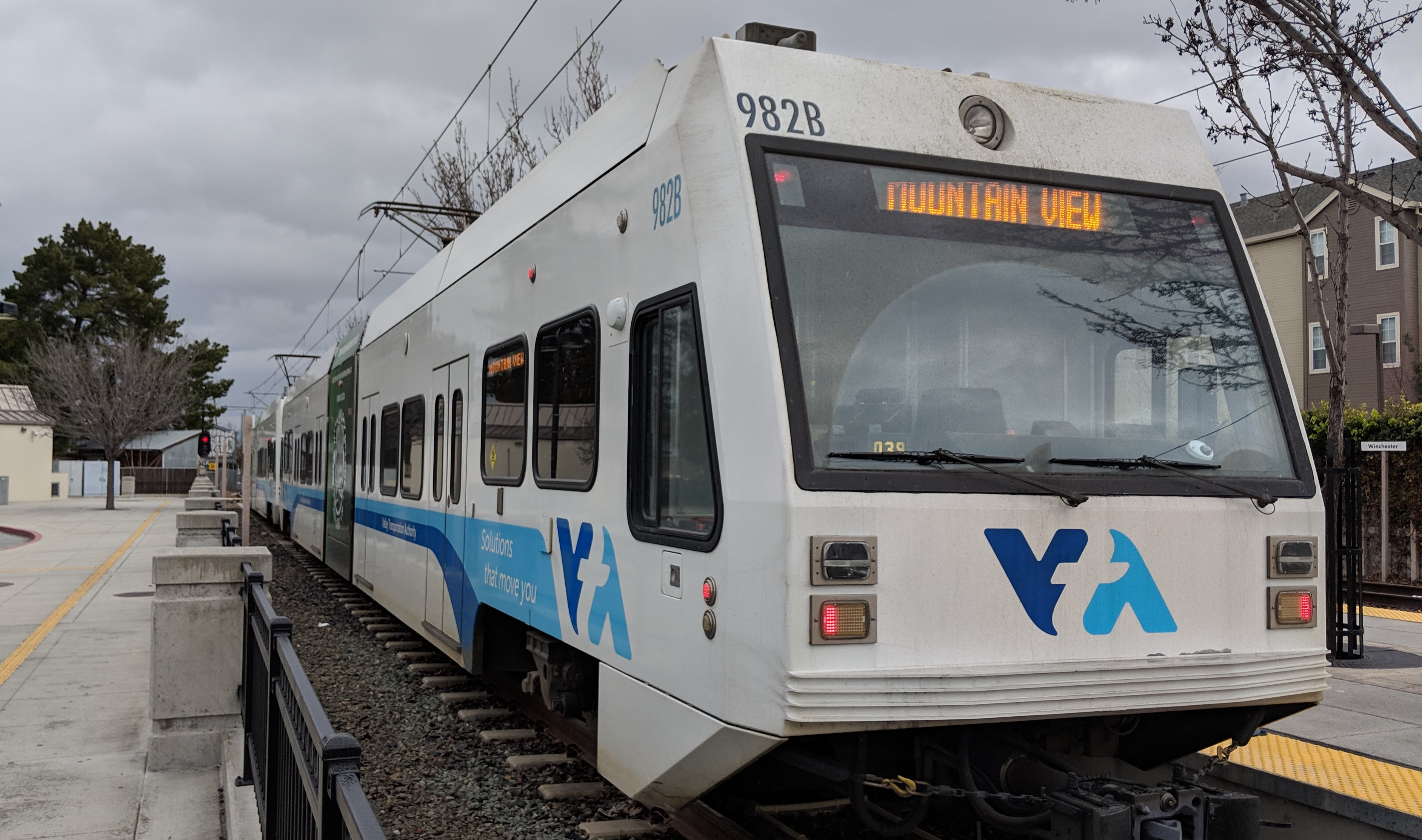
Sneltram aan de halte Winchester in Campbell.

VTA Light Rail is een lightrailnetwerk in de Amerikaanse stad San Jose (Californië) en haar voorsteden in Silicon Valley. Het wordt uitgebaat door de Santa Clara Valley Transportation Authority (VTA). Het lightrailnetwerk opende in 1987 en is sindsdien langzaam uitgebreid en kent naast een straattraject in San Jose ook een semimetrodeel in Milpitas. Het netwerk bestaat uit 67,9 km aan normaalspoor, verdeeld over twee hoofdlijnen en een zijtak. Er zijn 62 haltes in gebruik. Het rollend materieel bestaat uit 100 Low Floor Light Rail Vehicles die Kinki Sharyo tussen 2001-2005 leverde. Gemiddeld rijden er 33.600 passagiers per dag mee.

Kaart van de VTA-lightraillijnen en de Amtrak-intercitylijnen in de Santa Clara Valley.

## Lijnen
De spoorlijnen van het VTA-netwerk zijn:
-  Alum Rock-Santa Teresa (officieel Line 901), van oostelijk San Jose door het stadscentrum naar de Santa Teresa-buurt in het zuiden
-  Mountain View–Winchester (Line 902), van Mountain View door Sunnyvale, Santa Clara en San Jose naar het westen van Campbell
-  Almaden Shuttle (Line 900), een kleine aftakking vanuit de Almaden Valley in het zuidoosten van San Jose naar een nabijgelegen halte op de 901-lijn

## Galerij

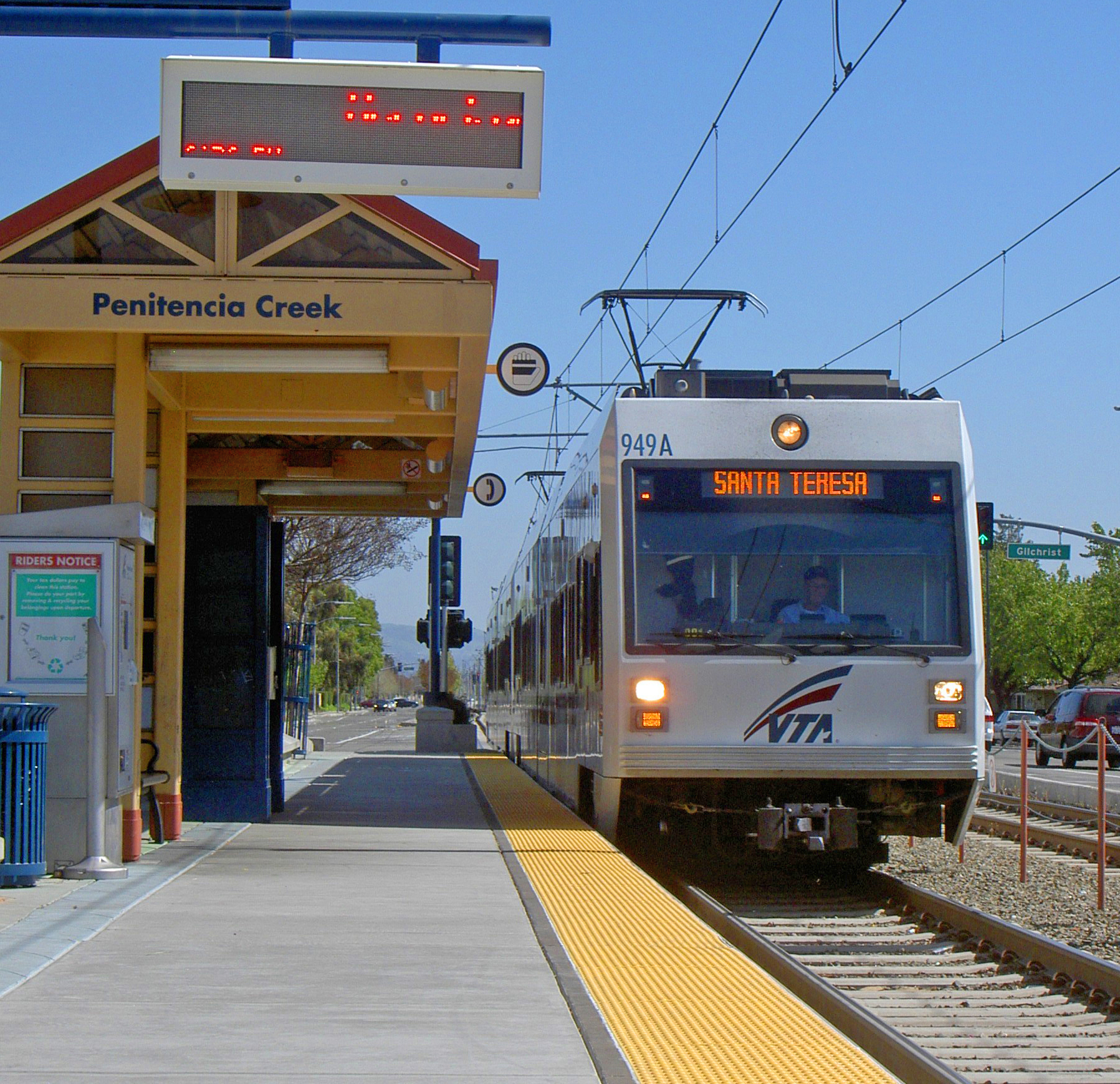
Sneltram aan de halte Penitencia Creek in San Jose.
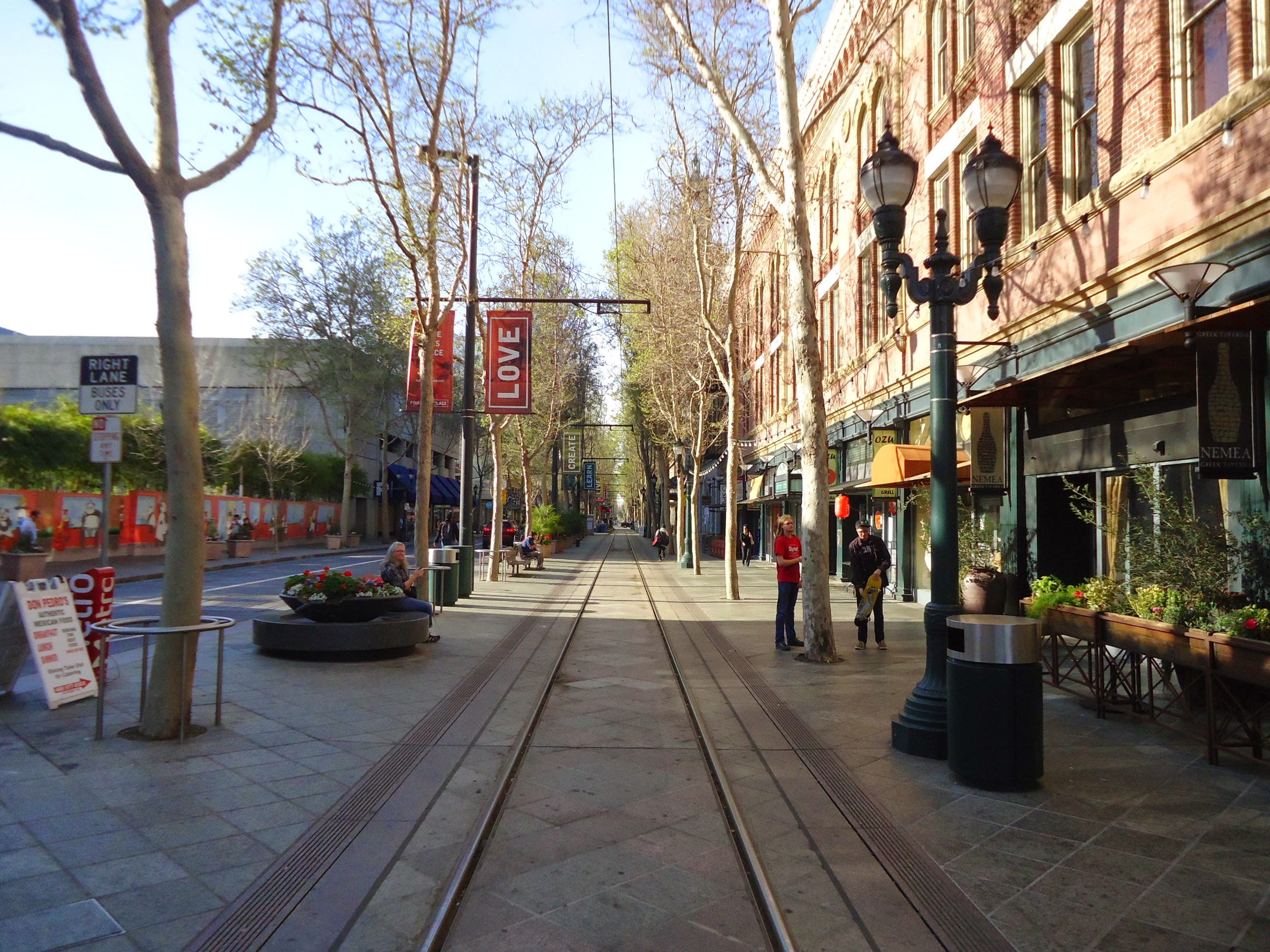
Straattraject in San Jose.
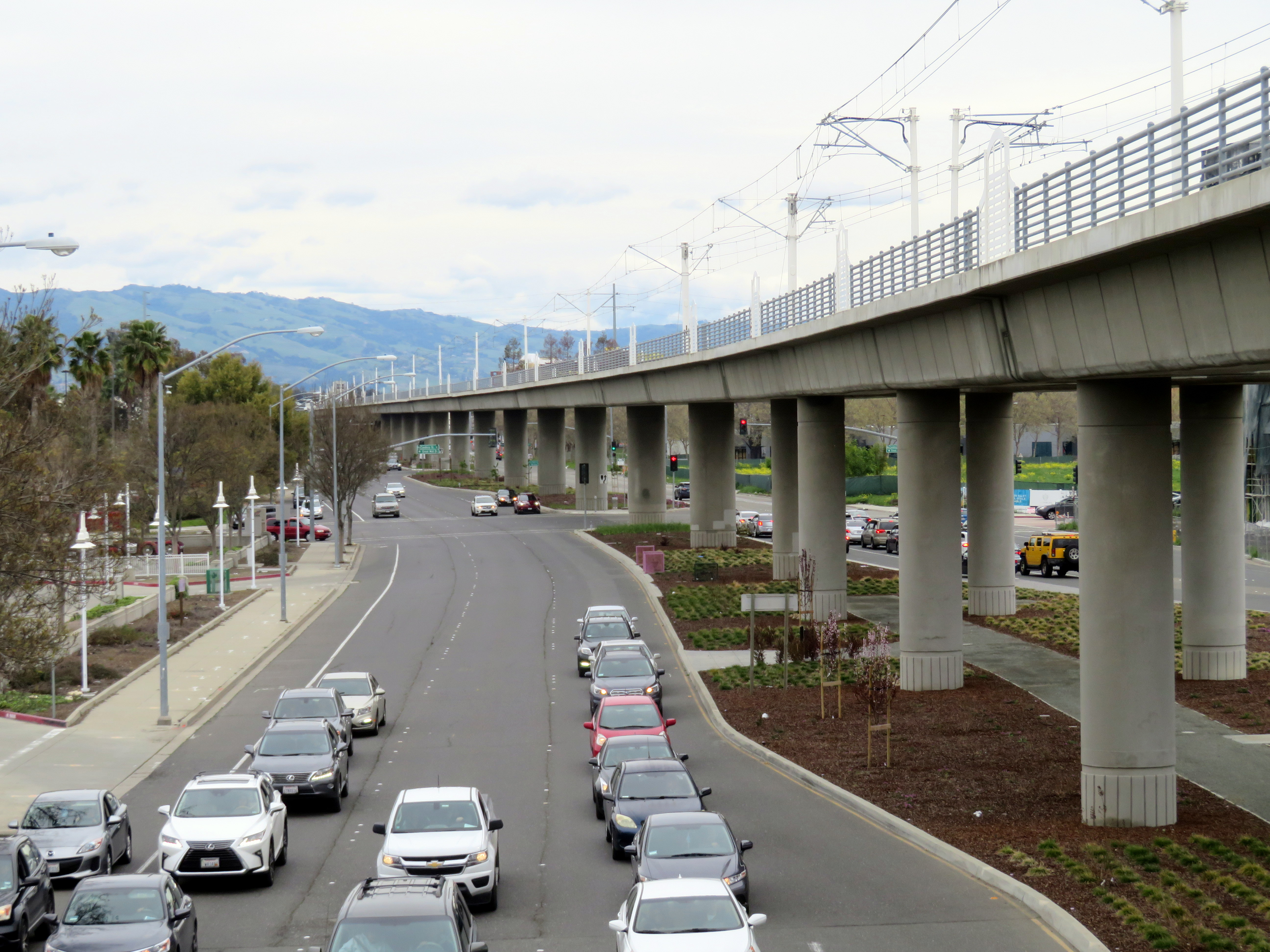
Semimetro deel in Milpitas.